# Paul Gibson
Paul Gibson (* 9. Juni 1963) ist ein ehemaliger englischer Snookerspieler, der zwischen 1986 und 1996 für zehn Saisons Profispieler war. In dieser Zeit erreichte er drei Achtelfinals und Rang 66 der Snookerweltrangliste.

## Karriere
1985 nahm Gibson mit einigen Erfolg an der WPBSA Pro Ticket Series teil, sodass der Engländer zur Saison 1986/87 Profispieler wurde. Da er während seiner ersten zwei Profispielzeiten bei der UK Championship 1986, bei den International Open 1987 und beim Grand Prix 1987 die Hauptrunde erreichte, war er nach zwei Saisons auf Platz 69 der Weltrangliste platziert. In der Saison 1988/89 gab Gibson zwar eine Reihe von Spielen kampflos auf und verlor dadurch Weltranglistenpunkte, was er aber mit einer Achtelfinalteilnahme beim Grand Prix 1989 in der nächsten Saison wettmachte. Dadurch verbesserte er sich am Ende dieser Zweijahresspanne auf Platz 66, der besten Platzierung seiner Karriere.
In den nächsten drei Spielzeiten konnte Gibson mit Ausnahme einer Teilnahme an der Runde der letzten 32 des Dubai Classic 1992 kaum mehr Erfolge bei Turnieren mit Einfluss auf die Weltrangliste erzielen, immerhin erreichte er aber beim International One Frame Shoot-out 1990 sowie bei der Benson and Hedges Satellite Championship 1991 das Achtelfinale. Mitte 1993 wurde er nur noch auf Rang 88 geführt, zeitweise war er aber bereits aus den Top 100 gerutscht. Da er in den folgenden drei Saisons entweder so gut wie alle Spiele verlor oder zu keinen weiteren Partien mehr antrat, rutschte er zunächst auf Platz 181 ab und verlor dann seinen Weltranglistenplatz vollständig, was im Verlust der Spielberechtigung auf der Profitour nach zehn Saisons Mitte 1996 mündete.